# Sławno
Pour les articles homonymes, voir Sławno (homonymie).
Sławno (en allemand : Schlawe ; en cachoube : Słôwno) est une ville de la voïvodie de Poméranie-Occidentale, dans le nord-ouest de la Pologne. Elle fait partie du powiat de Sławno.

## Géographie
Sławno est située au nord-est de la voïvodie de Poméranie occidentale, entre Koszalin (à 35 km) et Słupsk (à 27 km), sur la Wieprza. La mer Baltique et Darłowo se trouvent à 20 km.
La route européenne E28 (Berlin-Szczecin-Gdańsk) passe à proximité de la ville.

## Histoire
Au XIIe siècle, une place forte poméranienne se trouve à 4 km au nord-est de la ville actuelle. Sławno est le siège d’un castellan et devient la capitale d’un duché indépendant. Le premier duc de Sławno est Racibor Ier. Ses descendants règnent sur le duché jusqu’au début du XIIIe siècle. Ensuite, le duché de Sławno est annexé par la Poméranie orientale de Mestwin II. En 1308, le margrave de Brandebourg s’empare de Sławno. En 1316, le duché de Sławno est annexé par le duché de Poméranie occidentale. En 1317, Sławno reçoit les privilèges urbains (droit de Lübeck). Au XIVe siècle, la ville devient un centre important du commerce du textile.
La ville sort complètement détruite de la guerre de Trente Ans. Elle ne compte plus que 40 habitants. En 1653, la ville passe dans les mains des Hohenzollern et du Brandebourg-Prusse. À partir de 1701, elle fait partie du Royaume de Prusse. À partir de 1725, Schlawe fait partie de l'arrondissement du même nom (de). Au début du XXe siècle, les industries métalliques et du bois se développent. Avant le début de la Seconde Guerre mondiale, la ville compte 9 746 habitants. 
Le 7 mars 1945, la ville est prise par les troupes de la 27e division d'infanterie de la 19e armée et de trois corps indépendants de la garde blindée du deuxième front biélorusse, qui incendient le centre ville. Après la guerre en l'honneur des soldats soviétiques, un monument est érigé rue Chełmońskiego.
En 1945, à la suite de la Conférence de Potsdam, la ville est rattachée à la Pologne. Les Allemands sont expulsés et remplacés par des Polonais.

## Population
|       | Nombre total d'habitants | Habitants autres que Luthériens | Habitants autres que Luthériens | Habitants autres que Luthériens |
| juifs | Nombre total d'habitants | catholiques                     | autres chrétiens                |                                 |
| ----- | ------------------------ | ------------------------------- | ------------------------------- | ------------------------------- |
| 1740  | 1.453                    |                                 |                                 |                                 |
| 1782  | 1.602                    | 18                              |                                 |                                 |
| 1791  | 1.682                    | 13                              |                                 |                                 |
| 1794  | 1.702                    | 13                              |                                 |                                 |
| 1812  | 2.112                    | 42                              | 1                               |                                 |
| 1816  | 2.293                    | 87                              | 14                              |                                 |
| 1831  | 2.886                    | 167                             | 14                              |                                 |
| 1843  | 3.535                    | 208                             | 16                              |                                 |
| 1852  | 4.187                    | 188                             | 22                              |                                 |
| 1861  | 4.375                    | 250                             | 32                              |                                 |
| 1871  | 4.724                    | 250                             | 17                              | 9                               |
| 1939  | 9.768                    |                                 |                                 |                                 |
|       |                          |                                 |                                 |                                 |
|       |                          |                                 |                                 |                                 |
| 1946  | approximativement 4.800  |                                 |                                 |                                 |
|       |                          |                                 |                                 |                                 |
| 2007  | 13.255                   |                                 |                                 |                                 |
|       |                          |                                 |                                 |                                 |
|       |                          |                                 |                                 |                                 |

## À voir
- L’église Notre-Dame, fondée au XIVe siècle par la duchesse Sophie, l’épouse de Barnim IV de Poméranie.
- L’église Saint-Antoine de Padoue (construite de 1925 à 1928) qui abrite un triptyque du XVIe.
- Les portes de Koszalin (1453) et de Słupsk (1458).
- L’hôtel de ville (XVIIIe)
- Le parc municipal (XIXe)

## Personnalités
- Franz Mehring – théoricien et historien marxiste
- Eberhard Mellies (de) - acteur
- Robert Mioduszewski (pl) – gardien de but du Ruch Chorzów
- Agnieszka Włodarczyk – actrice

## Communications
Aéroport le plus proche: aéroport de Goleniów.
La gare Sławno a des connexions avec de nombreuses villes, y compris Koszalin, Stargard Szczeciński, Szczecin, Gdynia et Gdańsk.

## Jumelages
- Cles (Italie)
- Cunevo (Italie)
- Ribnitz-Damgarten (Allemagne)
- Rinteln (Allemagne)
- Romeno (Italie)